# Говард, Джордж, 13-й граф Карлайл
Джордж Говард, 13-й граф Карлайл (англ. George Howard, 13th Earl of Carlisle, родился 15 февраля 1949 года) — британский аристократ и политик. Является одним из наследников баронств Грейсток и Клиффорд. С 1963 по 1994 год он носил титул учтивости — виконт Морпет.

## Биография
Родился 15 февраля 1949 года. Старший сын Чарльза Говарда, 12-го графа Карлайла (1923—1994), и достопочтенной Элы Хильды Алины Бомонт (1925—2002), дочери Вентворта Генри Каннинга Бомонта, 2-го виконта Аллендэйла (1890—1956).
Получив образование в Итонском колледже и Баллиол-колледже в Оксфорде, служил офицером в британской армии в 9/12-м полку Королевских улан, ушёл в отставку в звании майора.
28 ноября 1994 года после смерти своего отца Джордж Говард унаследовал титулы  13-го графа Карлайла ,  13-го лорда Рутвена из Фрилэнда ,  13-го виконта Говарда из Морпета и  13-го барона Дарк из Гилсланда.
Потеряв свое автоматическое право на место в Палате лордов в соответствии с Законом о палате лордов 1999 года, граф Карлайл участвовал от партии либералов на выборах в Палату лордов; в дополнительных выборах 2011 года Говард заменил умершего барона Страбольджи.
Граф Карлайл — академик по вопросам стран Балтии, проживал некоторое время в Тарту, Эстония. Президент Эстонии наградил его Ордена Креста земли Марии 1-го класса. Он сыграл важную роль в создании мемориальных досок 112 британским военнослужащим, погибшим в ходе операции 1919 года, совместно с первым морским лордом сэром Марк Стэнхоуп в 2010 году.
Наследником на графский титул и связанные с ними звания является младший брат 13-го графа Карлайла, Филип Чарльз Вентворт Говард (род. 1963).

## Награды
- Орден Креста земли Марии (Эстония)